# Pamela Villar
Pamela Villar (Buenos Aires, 14 de marzo de 1975) es una pastelera y cocinera argentina. Conocida por su rol de jurado en el reality show de Argentina Bake Off Argentina y conductora del programa Bakery de El Gourmet.

## Biografía
Nació en Buenos Aires, en 1975. Estudió en la escuela de hotelería El Ateneo y realizó pasantías en Buenos Aires, Europa y Nueva York, donde confirmó que la pasión por cocinar dulce se imponía a las largas jornadas de trabajo. 
Su primera experiencia en la Argentina como profesional fue junto con Christophe Krywonis que se convirtió en su maestro de cocina y Osvaldo Gross en pastelería. Trabajó en el Gran Bar Danzón, Sucre y Urirarte. y comenzó a conducir programas de TV en El Gourmet, donde logró enfrentar su personalidad tímida, aprendió a relajarse y a disfrutar de cocinar frente a cámara.
En 2014 Villar abrió su propio restaurante llamado Yeite.[cita requerida] Desde 2018 forma parte del jurado del reality de pastelería Bake Off Argentina emitido por Telefe.

## Carrera
A los 10 años copiaba las recetas de su tía en un cuaderno pero se lo tomó en serio muchos años después, cuando abandonó el Traductorado de Inglés para dedicarse a la cocina.
Como sucede con muchos de los grandes cocineros, su vocación por la cocina es innata. Pamela Villar hizo sus primeras armas con los fuegos y el cucharón a los 10 años, cuando copiaba en un cuaderno las recetas de su tía. Años después, retomó la cocina, esta vez de forma profesional, luego de abandonar la carrera de Traductorado de Inglés.
Hace más de 25 años que está en el rubro y su nombre pisa fuerte, porque además de ser mediática, es muy respetada por los colegas. Se caracteriza por la dedicación para lograr sabores simples, genuinos y equilibrados.
En cuanto a su trayectoria académica, tomó clases de cocina con Christophe Krywonis, Osvaldo Gross, Dolli Irigoyen, Alicia Berger y Beatriz Chomnalez, para luego especializarse en Londres con Maids of Honor, en Florencia con Il Lordo, y en Nueva York con Boule Bakery y Vandam.
Pamela fue responsable de renovar la pastelería de toda la cadena Freddo, hizo la asesoría integral de los locales Farinelli; armó las cartas de panes y postres de Bruni y Happening, e impuso el volcán de dulce de leche en Gaucho Grill, la famosa cadena de restaurantes de Londres.

## Televisión
En 2011 participó como conductora en el reality gastronómico Bakery de El Gourmet. En esta oportunidad se destacó por brindar clases de gastronomía dulce.
De abril a junio de 2018, junto a Damián Betular y Christophe Krywonis, participó como jurado del reality show de pastelería Bake Off Argentina: el gran pastelero emitido por Telefe. Continuó su participación en el rol de jurado en la segunda temporada, que se emitió entre marzo y junio de 2020, y en la tercera edición del programa emitida en 2021.
Forma parte del jurado como invitada desde la primera edición del reality show El gran premio de la cocina.

## Filmografía
| Año             | Título                                | Rol             | Temporada | Canal      |
| --------------- | ------------------------------------- | --------------- | --------- | ---------- |
| 2018, 2020–2021 | Bake Off Argentina, el gran pastelero | Jurado          | 1 · 2 · 3 | Telefe     |
| 2020–2022       | Bakery (El Gourmet)                   | Conductora      | 1 · 2     | El Gourmet |
| 2018–2019       | El gran premio de la cocina           | Jurado Invitada | 1 · 2 · 3 | El Trece   |

## Libros
- 2012: Pamela Villar: Postres para alegrar la vida.[6]
- 2020: Pamela Villar: Dulce 24 hs.[7]